# USS North Carolina (ACR-12)
El USS North Carolina (ACR-12) fue un crucero acorazado de la clase Tennessee de la Armada de los Estados Unidos, y el segundo buque en usar este nombre. También era conocido como "Crucero acorazado Nº 12" y posteriormente, fue renombrado y redesignado como USS Charlotte (CA-12). 

## Construcción
Fue puesto en grada el 21 de marzo de 1905 por Newport News Shipbuilding y Dry Dock Co., en Newport News, Virginia, botado el 6 de octubre de 1906, amadrinado por Rebekah Glenn, hija del entonces Gobernador de Carolina del Norte R. B. Glenn, y fue asignado en Norfolk el 7 de mayo de 1908, bajo el mando del Capitán William A. Marshall.

## Historial

### Antes de la Primera Guerra Mundial
Tras realizar sus pruebas de mar a lo largo de la costa este y del Caribe, el North Carolina transportó al Presidente-electo William Howard Taft en un viaje de inspección al Canal de Panamá entre enero y febrero de 1909. Desde el 23 de abril al 3 de agosto, el nuevo crucero navegó por el Mediterráneo. Navegó junto al USS Montana para proteger los intereses estadounidenses en el conflicto que tenía lugar en el  Imperio Otomano. El North Carolina envió una partida de socorro a tierra el 17 de mayo en Adana, Turquía, para tratar tanto heridos como enfermos y víctimas del genocidio armenio. El North Carolina suministró comida, refugio, desinfectantes, agua destilada ropa y medicinas, y asistió a otras organizaciones de socorro que se encontraban en el terreno. Durante el resto de su navegación por el Mediterráneo estuvo socorriendo a ciudadanos estadounidenses, y a víctimas de la represión.
En los años anteriores a la  Primera Guerra Mundial, el North Carolina estuvo realizando maniobras y prácticas en el Atlántico occidental y el Caribe y participó en actividades y ceremonias diplomáticas. Destacan la asistencia a las celebraciones del centenario de la independencia de Argentina (mayo-junio de 1910) y Venezuela (junio-julio de 1911); el traslado del secretario de guerra en un viaje de inspección a  Puerto Rico, Santo Domingo, Cuba, y el canal de Panamá  (julio-agosto de 1911); y el traslado de los cuerpos de la tripulación del Maine a su lugar de reposo definitivo en el cementerio nacional de Arlington.

### Primera Guerra Mundial
Cuando la guerra comenzó en Europa, el North Carolina partió de Boston el 7 de agosto de 1915 para proteger los intereses estadounidenses en cercano oriente. Tras tocar puertos de Inglaterra y Francia, el crucero estuvo constantemente navegando entre Jaffa, Beirut, y Alejandría, recordando la neutralidad de los Estados Unidos. El 18 de junio, regresó a Bostón para realizar tareas de mantenimiento.

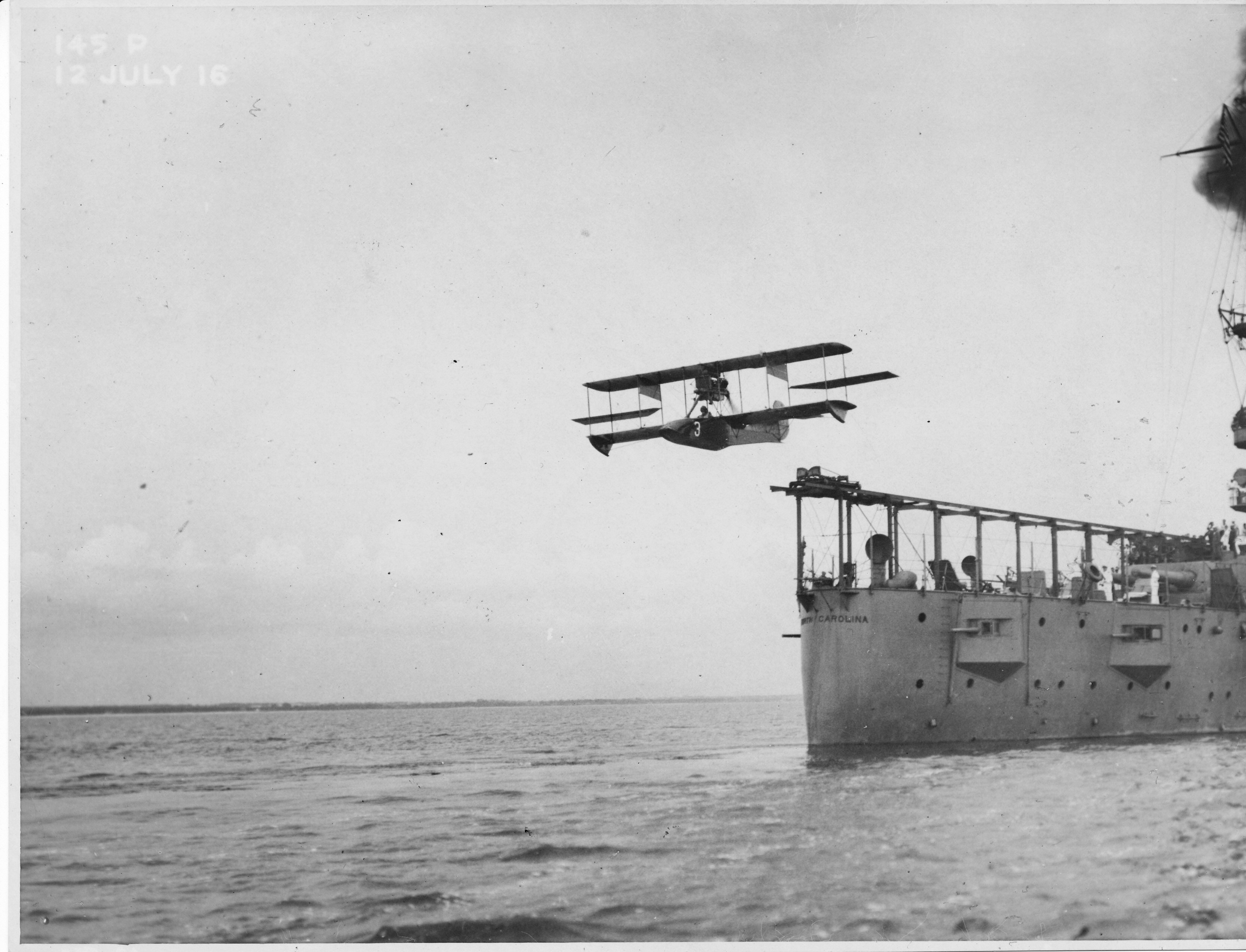
hidroavión Curtiss Model F catapultado desde el North Carolina

Llegó a  Pensacola, Florida el 9 de septiembre, donde el North Carolina contribuyó al desarrollo de la aviación naval a través de su servicio como buque base. El 5 de noviembre fue el primer buque en lanzar un avión  (un Curtiss Model F) por medio de una catapulta de vapor mientras navegaba. Estos trabajos experimentales fueron utilizados en el desarrollo de las catapultas que años después portarían acorazados y cruceros en la Segunda Guerra Mundial, y hoy en día los portaaviones del tipo CATOBAR.
Cuando los Estados Unidos entraron en la guerra, el North Carolina estuvo destinado a realizar tareas de escolta de los transportes de tropa que partían desde Nueva York con destino a Norfolk.

### Periodo de entreguerras
Desde diciembre de 1918 hasta julio de 1919, transportó a los hombres de la Fuerza Expedicionaria Americana desde Europa a casa. Fue renombrado USS Charlotte el 7 de junio de 1920 para dejar su nombre original libre para un nuevo acorazado, fue dado de baja en el astillero de Puget Sound Navy Yard, en Bremerton, Washington el 18 de febrero de 1921 y dado de baja en el registro naval de buques el 15 de julio de 1930, y vendido para desguace el 29 de septiembre del mismo año.